# Energia fantasma
L'energia fantasma és una forma hipotètica d'energia fosca que superaria, fins i tot, la constant cosmològica a l'hora d'impulsar l'expansió de l'univers (és a dir, compliria l'equació d'estat amb {\displaystyle w<-1}). Si existís, faria que aquesta expansió s'accelerés tant que s'acabaria produint el fenomen conegut com a Big rip. En aquest cas, l'expansió de l'univers es tornaria infinita en un període finit, cosa que faria que l'expansió s'accelerés sense límits. L'acceleració sobrepassaria la velocitat de la llum (car es tractaria del creixement de l'univers en si, no de les partícules que es desplacen al seu interior), fent que l'univers observable s'empetitís perquè la llum i la informació emeses per estrelles remotes ja no serien capaces d'igualar el ritme de l'expansió. A mesura que l'univers observable es contragués, els objectes deixarien de poder interaccionar entre si mitjançant les forces fonamentals, fins que l'expansió impedís qualsevol mena d'interacció entre partícules, fins i tot a l'interior dels àtoms, i l'univers s'estripés. Així doncs, el big rip és un dels possibles destins finals de l'univers.